# Calesidesma
Calesidesma é um gênero de traça pertencente à família Arctiidae.